# ヤコ
ヤコ（JAKO）は、ドイツのムルフィンゲンに本社を置くスポーツ用品メーカーである。

## 概要
1989年、元サッカー選手のルディ・シュプリューゲルにより設立。社名およびブランド名は創業の地シュタッテンハウゼン近くを流れるヤクスト川(Jagst)とコッハー川(Kocher)からとられている。
当初はドイツ国内のアマチュアクラブをメインターゲットにしていたが、アディダスやプーマ、ナイキといったメーカーがトップクラブに重点を置くようになり契約を結ぶことが難しくなったブンデス2部のクラブに着目。ここにスポンサー契約を持ちかけるようになったことで次第に知名度を上げていき、1999年のフライブルク、2003年のフランクフルトと契約を広げた
。

## 主な契約クラブ
- バイエル・レバークーゼン
- VfBシュトゥットガルト
- ヴュルツブルガー・キッカーズ
- SCプロイセン・ミュンスター
- エネルギー・コットブス